# История Венесуэлы
История Венесуэлы — события на территории современной Венесуэлы с момента начала расселения там людей и до сегодняшнего дня.

## Доисторическая эпоха
Петроглифы Тайма Тайма обнаружены в штате Фалькон. Человеческие поселения возникли там около 14 000 лет назад. Это памятник позднего плейстоцена.

## Испанская колонизация
Совершая своё третье плавание к берегам Нового Света, Христофор Колумб открыл северное побережье Южной Америки, и уже в 1499 году туда прибыл испанский конкистадор Алонсо де Охеда. На озере Маракайбо завоеватели увидели два десятка построенных на сваях и соединённых между собой мостиками хижин индейцев. Уроженцу Италии Америго Веспуччи, прибывшему с испанцами, они напомнили город лагун — Венецию, и он назвал свайный посёлок маленькой Венецией, по-испански Венесуэлой. В середине XVI века название Венесуэла носил только город Лоро, располагавшийся у входа в залив Маракайбо. Позже так стали называть всю страну.
Ко времени испанского завоевания территория Венесуэлы была занята полукочевыми индейскими племенами, жившими в условиях первобытно-общинного строя и занимавшимися охотой, рыбной ловлей, собирательством, подсечно-огневым земледелием. Орудия труда их были очень примитивны и изготовлялись из дерева и кости. Большую часть страны занимали индейцы араваки, но незадолго до прихода европейцев араваков вытеснили из северных районов на юг племена индейцев карибов.
В Венесуэлу, как и в другие страны Нового Света, испанских конкистадоров влекла «золотая лихорадка». Постепенно они продвигались вглубь страны, преодолевая сопротивление индейских племён. Найденные кое-где золотые россыпи вскоре истощились, и уже в первой половине XVI века испанцы перешли к земледелию. Выращивались и завезённые из Европы и местные культуры, из которых самыми ценными оказались сахарный тростник и индиго, ставшие в XVI—XVII веках основой хозяйства колонии.
В 1520 году было заложено первое испанское поселение в Венесуэле и вообще в Южной Америке — Кумана. В период 1528—1546 годов на территории Венесуэлы была образована немецкая колония Кляйн-Венедиг, в качестве обеспечения долгов короля Испании Карла I перед банкирским домом Вельзеров из Аугсбурга.
Во второй половине XVI-го века были основаны Каракас, Валенсия, Баркисимето, Мерида и другие города. В XVIII веке, освоив север и северо-запад страны, испанцы двинулись на юг — в Льянос и на Ориноко. К тому времени многие индейцы, оказывавшие сопротивление, были истреблены, многие вымерли от эпидемий кори и оспы, большинство оставшихся в живых индейцев ушли вглубь джунглей.
Конкистадоры и первые испанские поселенцы брали себе в жёны индианок. Потомство от этих браков — метисы — обладало бо́льшим иммунитетом к завезённым европейцами заболеваниям. В связи с развитием плантационного хозяйства с конца XVI и вплоть до начала XIX века в районы плантаций сахарного тростника, табака и индиго ввозились негры-рабы. Смешение негров с белыми привело к появлению мулатов, а смешение негров с индейцами — к появлению самбо. Так образовался довольно пёстрый по своему антропологическому типу состав населения страны. По подсчётам Александра Гумбольдта, посетившего Венесуэлу на рубеже XVIII—XIX веков, немногим более половины её населения составляли метисы, мулаты и самбо, четверть — белые, 15 % — индейцы и 8 % — негры.

## Борьба за независимость
Борьбой за независимость от Испании вначале (с 1806 года) руководил Франсиско де Миранда (1750—1816), прозванный народом Предтечей, и провозгласивший в 1811 году независимость Венесуэлы. После пленения его испанскими властями (в 1812) эту борьбу возглавил Симон Боливар (1783—1830).
Кровопролитная война за независимость длилась десять лет и завершилась в 1821 году. Боливар, прозванный Освободителем, стал президентом государства Колумбия, в состав которой входили Венесуэла, нынешние Колумбия с Панамой и Эквадор.
После смерти Боливара в 1830 году государство Колумбия распалось и Венесуэла стала самостоятельной республикой.

## Венесуэла в XIX веке
Первым президентом Венесуэлы стал генерал  Хосе Антонио Паэс. По окончании президентского срока Паэс передал власть избранному вместо него Хосе Марии Варгасу, и удалился в свои владения в Сан-Пабло, однако сторонники проигравшего президентские выборы Сантьяго Мариньо подняли мятеж и свергли Варгаса. Используя свою популярность и военный престиж, Паэс набрал войска и восстановил конституционный порядок.
В 1838 году Паэс вновь выиграл президентские выборы, и в 1839—1843 годах снова стоял во главе государства. В этот период он занимался укреплением экономики, поражённой международным экономическими кризисом 1838 года. В 1848 году он организовал перевозку останков Симона Боливара из Колумбии в его родной Каракас.
В 1846-1847 годах Паэс стоял во главе правительственных войск, подавляя антиправительственное восстание. В 1848 году избранный президентом представитель либералов Хосе Тадео Монагас, которого Паэс привёл к власти, распустил Конгресс и провозгласил себя диктатором. Теперь уже Паэс поднял мятеж, но был разбит и был вынужден отправиться в изгнание.
В 1858 году в Венесуэле произошла революция, свергнувшая правительство либералов. Новое правительство восстановило звания и титулы Паэса, и он смог вернуться на родину. Вскоре после этого в стране началась новая гражданская война. Паэс возглавил правительственные силы, а в 1861 году стал верховным диктатором. После окончания в 1863 году гражданской войны Паэс отказался от власти и снова покинул страну.
В 1870 году к власти пришёл представитель Либеральной партии Антонио Гусман Бланко, правивший до 1887 года. В 1887 году всеобщее недовольство правлением Гусмана Бланко вынудило его уйти с поста президента.
После этого в течение нескольких лет происходила борьба между различными претендентами на этот пост, пока приход к власти генерала Хоакина Креспо не положил начало относительно короткому (1892-1899 годы) периоду мира и порядка. Наиболее важным событием этого периода было завершение 50-летнего пограничного спора между Венесуэлой и Британской Гвианой. В 1895 году конфликт обострился, так как в этом районе было обнаружено золото. Под давлением США Великобритания была вынуждена согласиться на международный арбитраж. Разбирательство закончилось присоединением большей части спорной территории к Британской Гвиане, а Венесуэла получила долину Ориноко.

## Диктатура президента Сиприано Кастро (1899—1908)

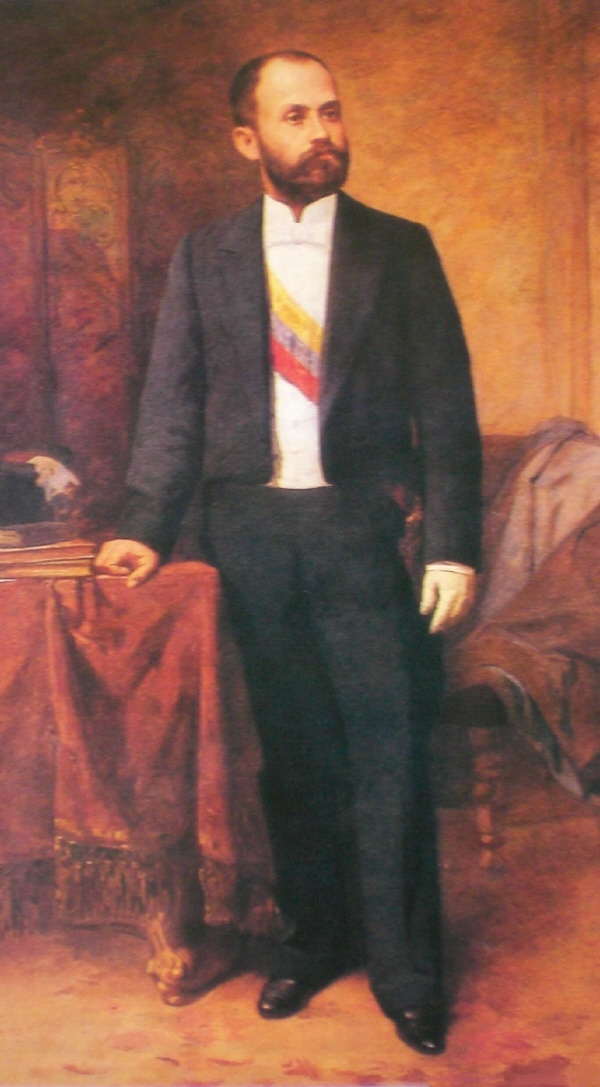
Президент Венесуэлы Сиприано Кастро

В 1899 году андский плантатор Сиприано Кастро, при поддержке своего друга Хуана Висенте Гомеса собрал армию новобранцев с Анд и сверг президента Венесуэлы Андраде. 23 октября Кастро был провозглашён новым президентом страны. Приход к власти Кастро спровоцировал в стране гражданскую войну, которая продолжалась три года.
В наследство от предыдущей администрации Кастро достался огромный государственный долг. Также он заключил новые соглашения о займах, он ещё больше увеличил бремя внешних долгов. В 1902 году, Венесуэла отказалась признать иски иностранных кредиторов, добивавшихся уплаты государственных долгов. В ответ на это Великобритания, Германия и Италия, с молчаливого согласия США, блокировали венесуэльские порты. В результате Венесуэла была вынуждена уступить, и претензии кредиторов были урегулированы путём передачи им 30% таможенных сборов Ла Гуайры и Пуэрто-Кабельо.
19 декабря 1908, воспользовавшись отъездом президента Сиприано Кастро в Европу на лечение, власть захватил вице-президент Хуан Гомес.

## Диктатура Хуана Висенте Гомеса (1909—1935)

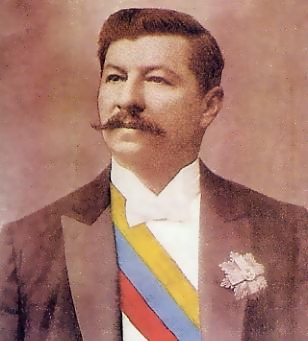
Диктатор Венесуэлы Хуан Висенте Гомес

1909 — Принятие новой конституции Венесуэлы.
1910 — Хуан Гомес стал легитимным президентом на 1910—1914 гг.
1913 — Подавлены два антиправительственных мятежа, после чего Х.Гомес запретил все политические партии и профсоюзы и установил в стране режим кровавого террора.
1914 — Каракас. Х. Гомес объявил себя «конституционным диктатором».
Маракайбо. Началось издание газеты «Панорама» («Panorama»).
31 июля 1914 — В озере Маракайбо обнаружена нефть.
1915 — Вышел в свет роман Руфино Бланко Фомбоны  «Золотой человек».
1916 — Вступила в строй первая нефтяная скважина у озера Маракайбо.
1917 — Открыты Академия физических, математических и естественных наук и Академия политических и социальных наук.
1919 — Неудачное восстание против диктатуры Х.Гомеса.
10 октября 1919 — Франция. Париж. Нота президента Ж.Клемансо правительствам Германии, Швеции, Дании, Норвегии, Нидерландов, Финляндии, Испании, Швейцарии, Мексики, Чили, Аргентины, Колумбии, Венесуэлы с призывом присоединиться к блокаде Советской России.
1922 — Президентом Х. Гомесом издан закон, разрешавший иностранцам получать концессии на равных правах с венесуэльцами и устанавливавший низкие пошлины на экспорт нефти.
1925 — Началось издание журнала «Элите» («Elite»), иллюстрированного информационно-рекламного журнала консервативного направления.
1928 — Венесуэла вышла на 2-е место в мире (около 11 %, после США) по добыче нефти.
Литература. Сборник рассказов А. Пьетри «Варрава и другие рассказы».
1929 — Инвестиции США в нефтяную промышленность страны составили 226 млн долларов. Однако начавшийся в 1929 мировой экономический кризис резко сократил добычу нефти, вызвав безработицу и выступления против диктатуры Х.Гомеса, в которых активно участвовали представители либеральной буржуазии, интеллигенции, студенчества.
Литература: Роман Р. Гальегоса «Донья Барбара».
1930 — Начало радиовещания в Венесуэле.
1931 — В подполье создана Компартия Венесуэлы (КПВ).
Литература: Исторический роман А. Пьетри «Алые копья».
13 ноября 1933 — Венесуэла. Американский лётчик Д. Эйнджел открыл водопад Сальто-Анхель — самый высокий водопад в мире.
1934 — Сборник стихов А. Элоя Бланко «Время стрижки деревьев».
Роман Р. Гальегоса «Кантакларо».
17 декабря 1935 — Скончался диктатор Х.Гомес. Его преемником на посту главы государства стал бывший военный министр, генерал Э.Контрерас (1935—1941).

## Правление президента Э. Контрераса (1935—1941)
1936 — Либерализация режима, в стране разрешена деятельность профсоюзов, развернулись работы по выполнению программ образования, здравоохранения и совершенствования организации общественных работ.
Принята новая, более либеральная, конституция страны.
Литература: Сборниках рассказов А.Пьетри «Сеть».
1937 — Основана партия Национальное действие.
Литература: Элой Бланко издал сборник стихов «Каменный корабль» и сборник рассказов «Возвращение Мальвина».
Роман Р.Гальегоса «Бедный негр». Сборник стихов М.Отеро Сильвы «Вода и русло».
6 сентября 1938 — Мексика. Мехико. Конгресс профсоюзов образовал Конфедерацию труда Латинской Америки (КТЛА) во главе с Л.Толедано. В состав КТЛА вошли 18 профсоюзных объединений из 15 стран (Мексика, Куба, Доминиканская республика, Никарагуа, Пуэрто-Рико, Коста-Рика, Колумбия, Венесуэла, Перу, Эквадор, Боливия, Чили, Аргентина, Уругвай, Парагвай).

## Правление президента И. Ангариты (1941—1945)
1941 — Президентом страны избран И. Ангарита (1941—1945).
Основана партия Демократическое действие (ДД).
Началось издание консервативной газеты «Ультимас нотисиас» («Ultimas Noticias»).
Декабрь 1941 — Венесуэла разорвала дипломатические отношения с Германией, Италией и Японией .
1943 — Правительство президента И. Ангариты приняло закон, который обязал иностранные нефтяные монополии перерабатывать в Венесуэле не менее 10 % добытой нефти. М. Отеро Сильва основал газету «Насьональ» («El Nacional»).
16 февраля 1945 — Венесуэла объявила войну Германии и Японии.
14 марта 1945 — Правительство И. Анагриты установило дипломатические отношения с СССР.
9 мая 1945 — Массовая демонстрация в честь победы над Германией.
1945 — Легализация Компартии Венесуэлы. Создана Венесуэльская социалистическая партия. Началось издание газеты «Дейли джорнал» («The Daily Journal») на английском языке для проживающих в Венесуэле американцев и англичан.

## Правление временного президента Р. Бетанкура (1945—1947)
18 октября 1945 года — Группа молодых офицеров, связанных с партией Демократическое действие (ДД), произвела государственный переворот. К власти пришло временное правительство во главе с лидером ДД Р. Бетанкуром. Семь из одиннадцати членов его кабинета получили образование в США.
1946 — Основана партия Демократический республиканский союз. Партия Национальное единство преобразовано в Социал-христианскую партию (КОПЕЙ).
Основан Университет в г. Маракайбо.
Октябрь 1946 — общенациональные выборы в Учредительное собрание, на которых решительную победу одержали кандидаты ДД.
1947 — принята новая конституция Венесуэлы — самая демократическая за всю предшествующую историю страны.
Под руководством компартии основана Организация коммунистической молодёжи Венесуэлы.
12 сентября 1947 — войска, верные правительству, подавили попытку государственного переворота.

## Правление президента Р. Гальегоса (1947—1948)
14 декабря 1947 — Каракас. Президентом Венесуэлы избран Р. Гальегос, представитель партии Демократическое действие, известный венесуэльский писатель.
1948 — Каракас. Началось издание газеты «Трибуна популар» («La Tribuna Popular»), органа ЦК КПВ.
Создана киностудия «Боливар фильм» (1948—1954).
Литература: Исторический роман А.Пьетри «Путь Эль Дорадо».
Февраль 1948 — Р. Гальегос официально вступил на пост президента страны. Было объявлено о намерении провести аграрную реформу и прекратить предоставление концессий иностранным компаниям. Правительство президента Гальегоса несколько повысило налоги на доходы иностранных нефтяных компаний и намечало проведение некоторых других прогрессивных мероприятий.
24 ноября 1948 — Военный переворот, свержение президента Р. Гальегоса. К власти пришла военная хунта в составе подполковников Д. Чальбо (и. о. президента), П. Хименеса (министр обороны) и Л. Паэса (министр внутренних дел).

## Военная хунта у власти (1949—1952)
1949 — Каракас. Основан Музей биологии при Центральном университете.
Литература: Сборник рассказов А. Пьетри «Тридцать человек и их тени».
Январь 1949 — в связи с забастовками нефтяников, текстильщиков и студенческими выступлениями, военная хунта Д.Чальбо обрушила репрессии на профсоюзы. В ряде штатов было введено осадное положение.
Май 1949 — принят «Временный статут о просвещении», о бесплатном и обязательном обучении в начальной школе.
1950 — основана Венесуэльская ассоциация содействия развитию науки.
Май 1950 — запрещена Компартия Венесуэлы.
13 ноября 1950 — убит глава военной хунты Д. Чальбо.
1951 — правительство Г. Фламеринга предоставило иностранным компаниям льготные концессии на эксплуатацию нефтяных месторождений страны.
Апрель 1951 — генеральным секретарь КПВ стал Х.Фариа.
13 октября 1951 — восстание против военной хунты, было подавлено.
1952 — Каракас. Основан первый в стране телецентр.
Венесуэльский поэт К. Леона награждён Золотой медалью Мира.
13 июня 1952 — СССР разорвал дипломатические отношения с Венесуэлой.
30 ноября 1952 — на выборах в Национальный конгресс оппозиция получила большинство голосов избирателей.

## Диктатура Переса Хименеса и её падение (1952—1958)
2 декабря 1952 — Каракас. Государственный переворот. Министр обороны полковник Перес Хименес, член военной хунты, захватил власть по «решению вооружённых сил», аннулировав результаты выборов в Национальный конгресс 30.11.1952 г.
Январь 1953 — Каракас. Национальный конгресс «утвердил» П. Хименеса президентом страны.  В стране укрепился репрессивный военный режим, в своей практике сочетавший подавление оппозиционной деятельности с мерами по развитию экономики и повышению жизненного уровня населения. В стране было развёрнуто грандиозное строительство автострад, коммуникаций, жилья, промышленных объектов и общественных зданий. Именно тогда появились шоссе Каракас — Ла-Гуайра, система электрификации Рио Карони, Центр Симона Боливара, рабочие кварталы «Unidad Residencial El Paraíso» и «Ciudad Tablitas» и другие, беспрецедентные для тогдашней Венесуэлы, постройки.
1954 — основана Национальная школа сценического искусства.
1-29 марта 1954 — Каракас. Конференция Организации американских государств (ОАГ) (1-29.03.1954 г.), делегаты которой поддержали стремление США покончить с международным коммунистическим движением, таящим в себе угрозу суверенитету и политической независимости государств американского континента. Президент П. Хименес активно поддержал действия США против правительства Г. Арбенса в Гватемале.
21 мая 1955 — Мексика. Мехико. В эмиграции скончался А. Элой Бланко (*6.8.1897), венесуэльский поэт и политический деятель.
В 1956-57 гг. правительство П. Хименеса передало в концессии иностранным монополиям 1 млн га нефтеносных земель. К 1958 на долю США приходилось 67, 3 % общей суммы иностранных инвестиций в Венесуэле. В проливе, ведущем в оз. Маракайбо, были проведены дноуглубительные работы с тем, чтобы сделать возможным проход танкеров и других судов водоизмещением до 28 тыс. тонн.
Введена система дошкольного воспитания для детей 4-6 лет.
Июнь 1957 — в подполье создана Патриотическая хунта, ставящая своей целью свержение диктатуры П. Хименеса. В её состав вошли представители КПВ, ДД, Демократического республиканского союза и Социал-христианской партии (КОПЕЙ).
15 декабря 1957 года состоялся плебисцит по вопросу продления на пять лет полномочия президента страны генерала Маркоса Переса Хименеса, а также продления полномочий законодательных органов власти на всех уровнях. По официальным данным 82 % избирателей проголосовали «За».

### Январское восстание и переход к демократии
1 января 1958 — восстание против диктатуры П. Хименеса, завершилось поражением.
21 января 1958 — по призыву Патриотической хунты в стране началась всеобщая забастовка, переросшая в восстание против диктаторского режима П. Хименеса.
22 января 1958 — в ходе столкновений с полицией в течение 2 дней убито около 300 человек. Создана военная хунта во главе с командующим ВМС контр-адмиралом В. Ларрасабалем (связанным с Патриотической хунтой), потребовавшая отставки диктатора П. Хименеса.
23 января 1958 — победа революции. Диктатор Перес Хименес бежал из страны. К власти пришла Временная правительственная хунта во главе с контр-адмиралом В. Ларрасабалем.
23 июня 1958 — подавлена попытка восстания против хунты.
7 сентября 1958 — неудачная попытка государственного переворота.

## Правление президента Ромуло Бетанкура (1958—1963)

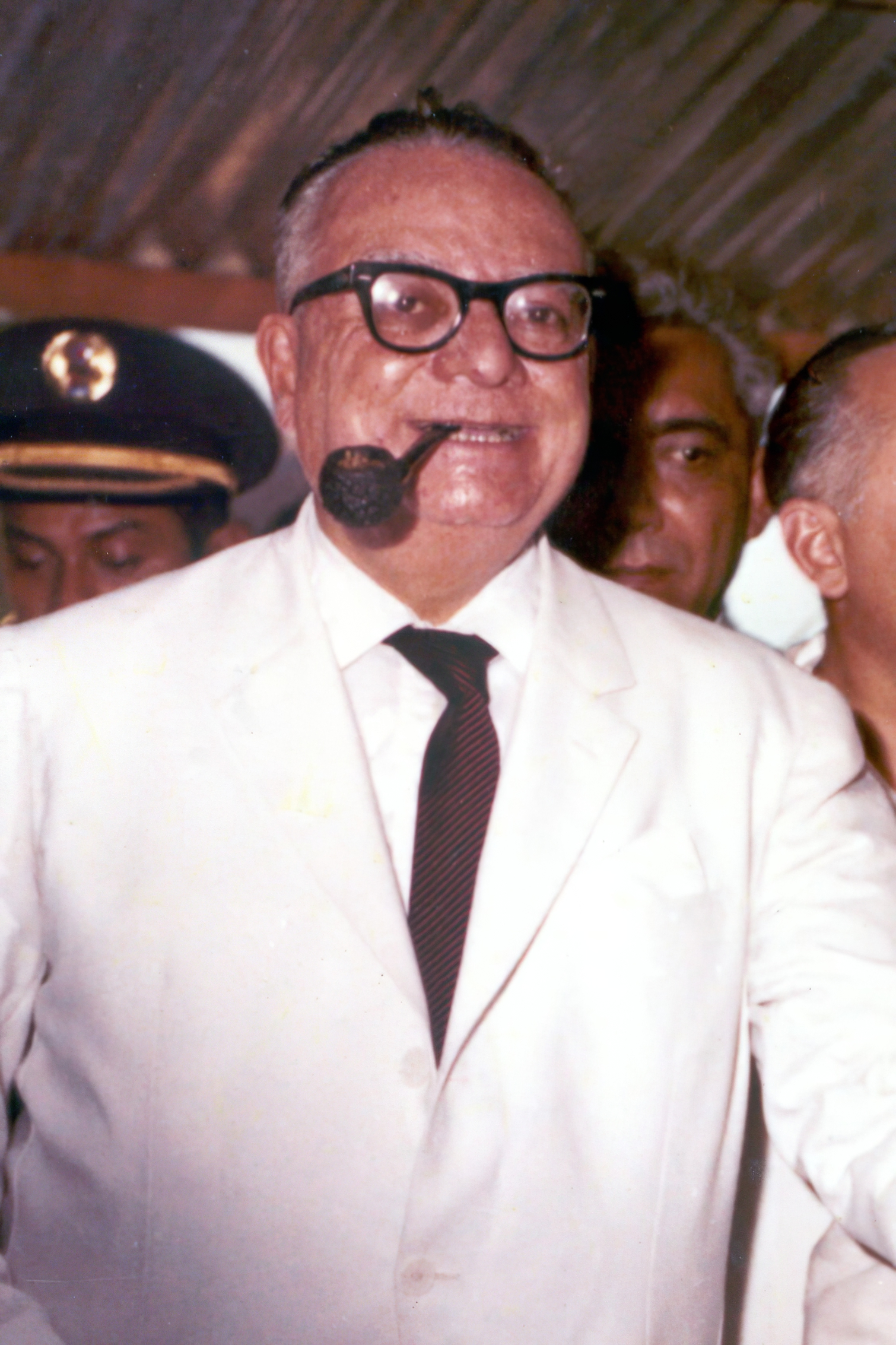
Ромуло Бетанкур, 1975

Декабрь 1958 — на президентских и парламентских выборах победу одержала партия Демократическое действие (ДД), выдвинувшая программу укрепления национальной независимости и социальных реформ. Президентом избран её лидер Ромуло Бетанкур.
1958 — Каракас. При Центральном университете создан Институт истории. Для решения практических задач в области естественных наук и медицины создан Институт научных исследований с секциями биологии, медицины, физики, математики, химии. Началось издание газеты «Мундо» («El Mundo»).
К концу 1958 года в стране существовало свыше 500 профсоюзов рабочих и служащих и около 600 крестьянских лиг и профсоюзных организаций в деревне. 1959 — создана Конфедерация трудящихся Венесуэлы (КТВ) и Крестьянская федерация Венесуэлы, вошедшая в КТВ.
Международную известность получил документальный фильм «Арайя» режиссёра М.Бенасеррафа.
Февраль 1959 — Р.Бетанкур вступил на пост президента страны.
1960 — правительство Р.Бетанкура приняло закон об аграрной реформе, по которому 700 тыс. крестьян получили собственные земельные наделы.
Соглашение с США о строительстве на территории Венесуэлы стартовых площадок для запуска ракет.
Основана партия Революционное левое движение, выделившаяся из левого крыла партии ДД. Основан Институт экономических и социальных исследований.
19 апреля 1960 - президент Р.Бетанкур издал декрет о создании  государственной нефтяной компании Corporacion Venezolana de Petroleo (CVP), в задачи которой входило осуществлять геологоразведку углеводородов, их добычу, транспортировку, переработку и сбыт как на территории страны, так и за её пределами. В действительности компания CVP занималась в основном продажами нефтепродуктов на венесуэльском рынке (в 1964 г. ей был передан НПЗ в г. Морон и в том же году президентским декретом за этой компанией закреплялось 33 % внутреннего рынка нефтепродуктов) и сбытом газа в федеральном округе Каракаса.
28 апреля 1960 8:20. — в районе г. Калабозо на борту самолёта «Дуглас DC-3» компании «Linea Aeropostal Venezolana» русским эмигрантом взорвана ручная граната. Взрыв произошёл после того, как командир экипажа попытался его обезоружить. В результате катастрофы самолёта все 13 человек на его борту погибли.
Август 1960 — Коста-Рика. Сан-Хосе. На консультативном совещании министров иностранных дел ОАГ делегация Венесуэлы представила документы о подготовке доминиканским режимом Р. Трухильо государственного переворота в Венесуэле. В результате все государства ОАГ (включая США) проголосовали за разрыв отношений с Доминиканской Республикой.
14 сентября 1960 — Ирак. Багдад. Страны-экспортёры нефти — Ирак, Иран, Кувейт, Саудовская Аравия и Венесуэла — создали Организацию стран-экспортёров нефти (ОПЕК), чтобы противостоять ценовому диктату семи крупнейших западных нефтяных ТНК (Семь сестёр (нефтяные компании)), контролирующих добычу и торговлю нефтью в мире.
1961 — Венесуэла. Роман М. Отеро Сильвы «Город в саванне».
В стране 30 % населения неграмотно.
23 января 1961 — принята новая, двадцать третья в истории страны, Конституция Венесуэлы.
26 июня 1961 — подавлена попытка военного восстания.
1962 — основана партия Народно-демократическая сила.
4 мая 1962 — в Карупано (штат Сукре) произошло восстание военных, собирающихся свергнуть Бетанкура, инициировавшее ряд выступлений военных и левых, сотрясавших Венесуэлу на протяжении мая и июня. В ответ правительство Бетанкура 9 мая запретило деятельность Коммунистической партии (КПВ) и Революционного левого движения (РЛД), многие деятели обеих партий были арестованы. Уйдя в подполье, Компартия и РЛД развернули вооружённую борьбу против властей, которая завершилась только во время первого президентского срока Рафаэля Кальдеры. Для совместной борьбы лидеры РЛД приняли решение примкнуть к Вооружённым силам национального освобождения (исп. Fuerzas Armadas de Liberación Nacional, FALN), партизанскому формированию, созданному Компартией.
1963 год — создан Единый центр трудящихся Венесуэлы (ЕЦТВ) на основе объединения прогрессивных профсоюзов, порвавших с КТВ.
24 августа 1963 — венесуэльскими партизанами похищен футболист «Реала» Ди Стефано.
В ноябре 1963 власти объявили о раскрытии кубинского заговора с целью свержения правительства Венесуэлы. Кубинские агенты и большое количество оружия были захвачены правительственными войсками.
Декабрь 1963 года — несмотря на волнения и терроризм, состоялись очередные выборы, в которых приняло участие около 90 % избирателей. Президентом страны был избран Рауль Леони, кандидат от ДД, долгое время бывший сподвижником Р. Бетанкура. За него проголосовало 32,7 % избирателей.

## Правление президента Р. Леони (1963—1968)
В 1964 году создана партия Национально-демократический фронт.
Основана Конфедерация автономных профсоюзов Венесуэлы (КОДЕСА), объединившая католические профсоюзы.
Литература: Роман А. Пьетри «Время маски».
1965 — создан Институт тропической биологии (на базе музея биологии при Центральном университете).
Литература: Роман Х. Лбреу «Это называлось Н. Б.»
6 мая 1965 — ОАГ соглашается учредить межамериканские мирные силы. Они должны заменить войска США. В этот союз вошли Венесуэла, Бразилия, Гватемала, Коста-Рика, Гондурас, Парагвай и США.
1 апреля 1966 — обращение Компартии Венесуэлы ко всем демократическим силам страны с предложением создать единый антиимпериалистический фронт борьбы за демократию.
1967 — в конце года из правящей партии ДД вышла значительная часть руководителей и рядовых членов, которые создали новую партию — Избирательное движение народа.
29 июля 1967 — Землетрясение в 6,5 балла, нанёсшее столице серьёзный ущерб.
1968 — накануне президентских выборов правительство Р.Леони несколько ослабило террор, освободило из тюрем многих политзаключённых, разрешило вернуться в страну ряду высланных политических деятелей.
Вступила в строй первая очередь крупнейшей в стране ГЭС «Гури» на р. Карони.
Декабрь 1968 — на выборах президентом страны на 1969—1974 годы избран лидер Социал-христианской партии Р. Кальдера. Его победа на выборах была предопределена расколом в рядах ДД.

## Правление президентаРафаэля Кальдеры(1968—1973)

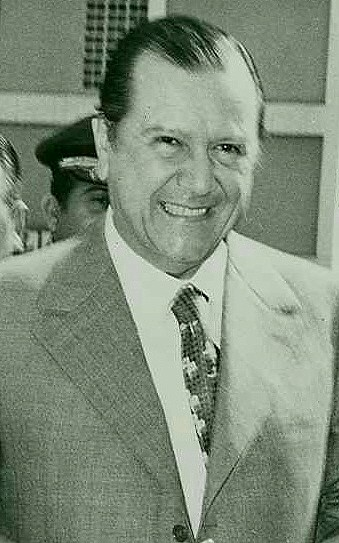
Рафаэль Кальдера, 1971

Март 1969 — придя к власти, правительство Р.Кальдеры освободило из заключения бывших парламентариев-коммунистов, многих политзаключённых, издало декрет о легализации компартии.
16 марта 1969 — Маракайбо. 12:00. Через несколько секунд после взлёта самолёт DC-9-32 компании «Venezolana Internacional de Aviacion» задевает линию электропередач и падает на дома в городском районе Ла-Тринидад. Погибли все 84 человека на борту и 71 человек на земле.
5 апреля 1969 — Каракас. Скончался Р. Гальеос (родился 2 августа 1884), венесуэльский государственный и политический деятель, писатель, президент Венесуэлы в 1947—1948 годах.
18 октября 1969 — учреждён Карибский банк развития, куда вошли все страны Карибского сообщества, а также Великобритания, Канада, Колумбия и Венесуэла.
16 апреля 1970 года — правительство Р. Кальдеры восстановило дипломатические отношения с СССР, прерванные в 1952 году.
Декабрь 1970 года — принят закон, обязывающий иностранные нефтяные монополии выплачивать Венесуэле не менее 60 % своих доходов от эксплуатации её нефтяных месторождений.
1971 год — началось строительство каскада ГЭС на р. Карони.
Май 1971 — в стране развернулась кампания, направленная на «оздоровление» телевизионных передач. «Руководитель пятого канала венесуэльского телевидения, находящегося в руках государства, Оскар Яньес недавно заявил, что 80 процентов передач, транслирующихся по телевидению страны, — американского происхождения. Большая часть из них — это фильмы, пропагандирующие преступность и оказывающие тлетворное влияние на молодёжь. Борьба за улучшение содержания телевизионных передач принимает широкие масштабы…» («Известия» 20 мая 1971 года).
20 июня 1971 года — Палата депутатов Национального конгресс Венесуэлы проголосовала за принятие закона о возвращении государству имущества и всех сооружений на нефтяных концессиях находящихся в руках иностранных компаний. Срок этих концессий истекает в 1983 году.
1973 год — в поддержку соответствующего решения ОПЕК правительство приняло решение о сокращении добычи нефти. На президентских выборах победу одержал кандидат социал-демократической партии Демократическое действие К. А. Перес.

## Правление президента К. А. Переса (1973—1978)
1974 — президентом страны стал К. Перес.
1975 — национализация железорудных компаний.
18 декабря 1975 — заключено Соглашение о культурном и научном сотрудничестве между СССР и Венесуэлой.
1976 — правительство Венесуэлы объявило о национализации нефтяной промышленности, создана государственная нефтяная компания PETROVEN (позднее она была преобразована в холдинг PDVSA).
21 октября 1976 — Генеральной Ассамблеей ООН Венесуэла избрана одним из 5 непостоянных членов Совета Безопасности ООН на 1977—1978 годы.
20-21 декабря 1977 — прошла 50-я конференция ОПЕК, принявшая решение заморозить цены на нефть на шесть месяцев, начиная с 1 января 1978 года, Венесуэла голосовала "за".

## Правление президента Луиса Эррера Кампинса (1978—1983)
1978 — президентом избран кандидат от Социал-христианской партии Л. Кампинс. В начале его президентского срока доходы от продажи нефти выросли троекратно. Луис Эррера был сторонником сильного влияния государства на экономику, он увеличил за 1979–1981 государственные расходы в два раза, инициировал программу культурного развития и реформирования системы образования. Государственный долг зарубежным финансовым институтам вырос до 25 млрд долл. США (без учёта долгов государственных предприятий, составивших 10 млрд долл).
1981 — значительное снижение доходов от экспорта нефти, вызванное падением цен на нефть на мировом рынке и сокращением производства нефти, провозглашённым странами ОПЕК. Чтобы сохранить свои валютные запасы, правительство Венесуэлы ввело контроль над валютными операциями, резко снизило объём импорта и приостановило или сократило финансирование ряда программ.
В 1982 году мировые цены на нефть начали снижаться, что усугубило экономические проблемы. Пытаясь предотвратить спад в экономике, правительство пустило на текущие расходы средства Инвестиционного фонда и инвестиционные резервы PETROVEN. В результате начался массовый отток капитала из страны. Венесуэльский боливар был привязан в соотношении 4,30 к доллару, однако в результате падения доходов от нефти и бегства капитала соотношение выросло до 15 боливаров за доллар (Чёрная пятница, 28 февраля 1983), в экономике страны наступил продолжительный спад, а стоимость жизни почти удвоилась. В конце своего правления Кампинс был вынужден проводить непопулярные меры для преодоления экономического кризиса.
1978 — подписан Договор об Амазонской кооперации (Боливия, Бразилия, Венесуэла, Гайана, Колумбия, Перу, Суринам, Эквадор).
5 мая — 1 июня 1979 — В ходе гражданской войны в Сальвадоре партизаны захватили здания посольств Франции, Венесуэлы и Коста-Рики в Сан-Сальвадоре.
8-11 августа 1980 — В Каракасе прошёл VI съезд Коммунистической партии Венесуэлы. Генеральным секретарём КПВ вновь избран X. Фариа, Председателем партии — Г. Мачадо.
7 декабря 1981 — Вооружённая группа численностью в 11 человек захватила три пассажирских самолёта, принадлежащих венесуэльским авиакомпаниям «Авенса» и «Аэропосталь». Угнанные лайнеры совершили посадку в колумбийском порту Барранкилья.
9 марта 1982 — Решение Демократических сил Венесуэлы (ДСВ) о создании Единого фронта борьбы против политики США в Центральной Америке и Карибском бассейне.
14-15 марта 1982 — В Нью-Йорке началось совещание государственного секретаря США и министров иностранных дел Канады, Мексики, Венесуэлы и Колумбии по вопросам положения в Центральной Америке и Карибском бассейне.
7-9 января 1983 — На о. Контадора (Панама) состоялась встреча министров иностранных дел Венесуэлы, Колумбии, Мексики и Панамы с целью обсуждения положения в Центральной Америке. По названию острова, где проходила встреча, появилось название «Контадорская группа».
12-13 апреля 1983 — министры иностранных дел государств «контадорской группы» — Венесуэлы, Колумбии, Мексики и Панамы — посетили Коста-Рику, Никарагуа, Сальвадор, Гондурас и Гватемалу.
17-18 июля 1983 — Мексика. Канкун. Встреча президентов Венесуэлы, Колумбии, Мексики и Панамы — стран, входящих в «Контадорскую группу».
4 августа 1983 — Венесуэла. Пуэрто-де-ла-Крус. Встреча министров нефтяной промышленности Венесуэлы, Мексики, Эквадора, Тринидада и Тобаго.

## Правление президента Х. Лусинчи (1983—1988)

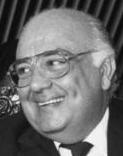
Хайме Лусинчи, 1987

4 декабря 1983 — На президентских выборах с большим отрывом победил кандидат ДД Х.Лусинчи. Столкнувшись с падением мировых цен на нефть и с необходимостью выплачивать большие суммы в виде процентов по внешнему долгу и погашения долговых обязательств, Лусинчи ввёл в стране режим жёсткой экономии, который продлил период спада, но дал возможность Венесуэле, единственной среди латиноамериканских стран, полностью и своевременно рассчитаться с иностранными кредиторами.
25 декабря 1983 — Гуайра. Забастовка докеров, столкновения с полицией.
14 мая 1984 — Гуайра. Американские корабли (авианосец «Америка» и ракетный крейсер «Пребл») без предварительного уведомления зашли в порт, мотивировав это «визитом вежливости».
7 июля 1984 — Каракас. Сенат Конгресса Венесуэлы принял резолюцию с осуждением торговой политики США в отношении стран Латинской Америки.
24-26 августа 1985 — Колумбия. Картахена. Совещание министров иностранных дел стран — членов Контадорской группы (Колумбия, Мексика, Панама, Венесуэла) и незадолго до этого созданной «группы латиноамериканской поддержки Контадоре» (Аргентина, Бразилия, Перу, Уругвай).
23-27 октября 1985 — VII съезд КПВ. Генеральным секретарём КПВ избран А.Охеда, Председателем — Х.Фариа, бывший до этого Генеральным секретарём партии.
9-12 сентября 1985 — Каракас. Визит Премьера Госсовета КНР Ч.Цзыяна.
1 января 1986 — Венесуэла вновь стала непостоянным членом Совета Безопасности ООН на 1986—1987 годы.
11-12 ноября 1986 — Карабальеде. Очередная встреча министров иностранных дел стран Контадорской группы (Венесуэла, Колумбия, Мексика, Панама) и Группы латиноамериканской поддержки Контадоре (Аргентина, Бразилия, Перу, Уругвай).
19-20 января 1987 — министры иностранных дел стран Контадорской группы (Венесуэла, Колумбия, Мексика, Панама) и группы её поддержки (Аргентина, Бразилия, Перу, Уругвай) совместно с генеральным секретарём ООН и генеральным секретарём Организации американских государств совершили поездку по пяти центральноамериканским странам с миссией мира в целях содействия возобновлению процесса региональных переговоров.
27-29 ноября 1987 — Мексика. Акапулько. Начала работу первая встреча президентов стран Контадорской группы (Венесуэла, Колумбия, Мексика и Панама) и Группы поддержки Контадоры (Аргентина, Бразилия, Перу и Уругвай).
29 февраля — 1 март] 1988 — ФРГ. Гамбург. Совещание министров иностранных дел двенадцати стран Европейского сообщества, пяти центральноамериканских государств (Гватемала, Гондурас, Коста-Рика, Никарагуа, Сальвадор) и четырёх стран Контадорской группы (Венесуэла, Колумбия, Мексика, Панама).
27-29 октября 1988 — Уругвай. Пунта-дель-Эсте. Встреча президентов латиноамериканских стран так называемой «группы восьми», или Группы Рио-де-Жанейро (Аргентина, Бразилия, Венесуэла, Колумбия, Мексика, Перу, Уругвай).
4 декабря 1988 — президентские и парламентские выборы. Президентом республики на 1989—1994 гг. избран представитель правящей партии Демократическое действие К.Перес, получивший 55 % голосов. Его соперник, кандидат КОПЕЙ Э.Фернандес, набрал 41 %.

## Второе правление президентаКарлоса Переса(1988—1993)
1989 — ООН направила посредника для того, чтобы помочь Венесуэле и Гайане решить спорный вопрос о районе р. Эссекибо.
2 февраля 1989 — Каракас. Приведён к присяге новый президент Венесуэлы К. Перес. Администрация президента приняла программу жёсткой экономии и сокращения расходов, что привело к волнениям и вспышкам насилия. За 1989 год инфляция составила 84,5 %, безработица выросла с 6,9 % до 9,6 %.
3 февраля 1989 — Каракас. Встреча на высшем уровне стран так называемой «группы восьми», или Группы Рио-де-Жанейро (Аргентина, Бразилия, Венесуэла, Колумбия, Мексика, Перу, Уругвай, а также Панама, которая не была представлена на встрече, поскольку в октябре 1988 г. была отстранена от участия в переговорах в рамках группы ввиду обвинений в том, что в ней «отсутствует демократический режим»).
27 февраля 1989 — Каракас. Выполняя требования Международного валютного фонда, президент К.Перес объявил о повышении цен на бензин и нефть, в связи с чем в столице Венесуэлы вспыхнули массовые волнения. Волна недовольства прокатилась в тот же день по всей стране.
28 февраля 1989 — Каракас. Президент К.Перес ввёл в стране военное положение.
1 марта 1989 — Каракас. Введён рыночный курс обмена валюты (по требованию МВФ). Правительство сообщило о повышении заработной платы, однако беспорядки в стране не затихают. 3 марта 1989 — войска и полиция восстановили порядок в стране. За время беспорядков (27.02—3.03.1989) было убито 256 человек и около 2 тыс. получили ранения.
2-4 марта 1989 — Эквадор. Кито. Встреча руководителей стран — членов Амазонского пакта сотрудничества (Боливия, Бразилия, Венесуэла, Гайана, Колумбия, Перу, Суринам, Эквадор).
5-7 мая 1989 — Бразилия. Новая встреча руководителей стран — членов Амазонского пакта сотрудничества 1978 года (Боливия, Бразилия, Венесуэла, Гайана, Колумбия, Перу, Суринам, Эквадор).
21-23 июня 1989 — Каракас. Юбилейное совещание «Группы 77», объединяющей 128 развивающихся государств Азии, Африки и Латинской Америки, посвящённое 25-летию этого органа экономической дипломатии.
4 сентября 1989 — СФРЮ. Белград. IX Конференция глав государств и правительств неприсоединившихся стран (4-8.09.1989 г). Присутствовали делегации 102 стран — участниц Движения неприсоединения (102-м членом в этот день стала Венесуэла).
Декабрь 1989 — Венесуэла. Первые прямые выборы глав администраций штатов и городов; до этого губернатора избирало законодательное собрание штата, а мэра — городской совет.
1990 — согласно переписи, численность населения Венесуэлы составляет 18,1 млн человек. 10 % взрослого населения — неграмотно. Ширятся антиправительственные выступления.
7 ноября 1991 — всеобщая забастовка в Венесуэле.
1992 — конгресс исключил пункт Конституции 1961 года, разрешавший занимать пост президента более одного раза.
Мэром г. Каракас стал представитель партии КАУСА (Радикальное дело).
3 февраля 1992 — в ночь с понедельника на вторник один из парашютных полков венесуэльской армии под командованием подполковника У. Чавеса, расквартированный в 100 км от Каракаса, предпринял попытку государственного переворота. Поздно ночью мятежные войска попытались одновременно захватить президентский дворец в восточной части Каракаса и офис президента во дворце Мирафлорес в центре венесуэльской столицы. В течение почти полутора часов в Каракасе были слышны взрывы и стрельба из автоматического оружия. 4 февраля 1992 рано утром, выступая со срочным сообщением по телевидению, президент Венесуэлы К. Перес сообщил нации, что попытка переворота завершилась для мятежников полным провалом.
Апрель 1992 — опасаясь вторичной попытки переворота, руководители партий ДД и КОПЕЙ сформировали правительство «Национального единства».
Июль 1992 — Каракас. Представители КОПЕЙ вышли из состава кабинета.
27 ноября 1992 — провал новой попытки государственного переворота.
1993 — экс-президент Х. Лусинчи обвинён в коррупции.
Март 1993 — генеральный прокурор Венесуэлы обратился в Верховный суд с просьбой привлечь президента К.Переса к суду по обвинению в присвоении им государственных средств на сумму 17 млн долларов.
Май 1993 — Каракас. Национальный конгресс принял решение об отстранении К. Переса от обязанностей главы государства, которые были переданы временному президенту.
31 августа 1993 — президент Венесуэлы К. Перес бежал из страны.

## Правление президента Р. Кальдеры (1993—1998)
В декабре 1993 года — на президентских выборах победу одержал Рафаэль Кальдера Родригес.
1994 год — Уго Чавес, который провёл два года в тюрьме после своей неудавшейся попытки военного переворота в 1992 г., вышел на свободу и занялся созданием собственного электората, обращаясь за поддержкой в основном к бедным слоям населения. Его сторонники объединились в так называемое «Движение пятой республики» (ДПР).
Январь 1994 — Р. Кальдера Родригес вступил в должность президента. Перед ним встала неблагодарная задача удовлетворить противоречащие друг другу требования: с одной стороны, своих обедневших и разочарованных избирателей, а с другой — инвесторов и кредиторов, которые могли ввергнуть страну в ещё более глубокий экономический кризис, задержав выплаты или изъяв из банков капиталовложения{{{1}}}. Признав серьёзность положения, Национальный конгресс предоставил чрезвычайные полномочия новому президенту для проведения налоговых реформ и ряда других экономических мер. Банкротство Латинского банка, второго по величине коммерческого банка страны.
Июнь 1994 — ввиду необходимости принятия жёстких мер для выхода из кризиса правительство Р. Кальдеры временно приостановило действие конституционных гарантий и объявило о введении режима чрезвычайных полномочий. Из-за проблем с ликвидностью закрыто 8 коммерческих банков, введён государственный контроль над обменом валюты.
Август 1994 — правительство взяло под свой контроль ещё четыре банка.
Декабрь 1994 — правительство ввело ограничения на деятельность крупного финансового объединения — «Латиноамериканской группы».
1995 — на заседании обеих палат конгресса был принят закон, разрешающий участие иностранных многонациональных компаний в деятельности предприятий нефтяного сектора. Коалиция, поддерживающая президента, потерпела неудачу на выборах в муниципальные и местные органы управления.
Январь 1995 — правительство установило контроль ещё над тремя банками.
1996 — правительство президента Кальдеры приняло неолиберальную программу, предусматривавшую новые соглашения о займах с Международным валютным фондом и проведение структурной перестройки экономики. Верховный суд признал бывшего президента К. Переса виновным в незаконном расходовании государственных средств.
Июнь 1996 — правительство Р. Кальдеры подписало новое соглашение с МВФ, по условиям которого вновь вводился свободный курс обмена и ужесточался контроль над правительственными расходами.
1997 — после ряда инцидентов на границе Венесуэла и Гайана подписали соглашение о создании двусторонней контрольной комиссии. Мероприятия правительства Р. Кальдеры позволили преодолеть экономический спад, сменившийся подъёмом. Население страны составляет 29,9 млн человек, из них более 1/6 живут в столице страны — городе Каракас или его окрестностях.

## Правление президента Уго Чавеса (1998—2013)
8 декабря 1998 года на президентских выборах с большим перевесом победу одержал подполковник Уго Чавес, который в 1992 году возглавлял попытку государственного переворота. Он победил, набрав более 55 % голосов, однако его коалиция не имела большинства мест в Национальном конгрессе.
17 декабря 1999 года около 30 тысяч людей погибло в Венесуэле из-за наводнения и оползней.
25 декабря 1999 года на подходе к аэропорту Валенсия, после 40-минутного ожидания посадки, самолёт «ЯК-42Д» кубинской компании «Cubana», следующий по маршруту Гавана — Валенсия, врезался в горы Токуито и взорвался в 5 милях от аэропорта. Все 22 человека бывших на борту погибли.
Став президентом, Уго Чавес хотел провести в стране так называемую «Боливарианскую революцию», названную в честь его кумира Симона Боливара. Во внешней политике Чавес занял твёрдую антиамериканскую позицию.
Придя к власти, Чавес немедленно предложил переписать конституцию страны, сделав её одновременно современной и «боливарианской». На референдуме идея получила поддержку 72 % населения, после чего был создан государственный орган — Национальная конституционная ассамблея, которой отвели шесть месяцев на написание нового основного закона. Конституция была завершена в срок и получилась одной из самых длинных в мире, уступая по объёму только индийской. 116 из 300 её статей были посвящены правам человека.
На протяжении 2001 года противостояние между президентом Чавесом и его противниками из среды старых элит нарастало, и в следующем году вылилось в открытую конфронтацию. В начале 2002 года, Чавес сделал попытку усилить правительственный контроль над государственной нефтяной компанией Petroleos de Venezuela SA (PDVSA). 8 апреля 2002 года Чавес уволил нескольких высших руководителей компании. Увольнение высшего состава руководства компании вызвало новую волну недовольства среди среднего и высшего классов общества страны и начало кампанию агрессивной агитации против правительства Чавеса во многих частных СМИ. 11 апреля 2002 года по призыву одного из крупнейших профсоюзов Венесуэлы состоялась манифестация с участием около 200 000 человек у штаб-квартиры PDVSA в защиту уволенных работников компании. После манифестации организаторы протеста неожиданно решили изменить маршрут марша и повели тысячи протестующих к президентскому дворцу Мирафлорес, где проходила демонстрация сторонников президента. Когда толпы протестующих приблизились к сторонникам президента у дворца, вдруг началась стрельба снайперов, от которой погибло 20 и было ранено около 100 участников обоих маршей. Вечером 11 апреля подразделения вооружённых сил танками начали окружать дворец Мирафлорес. Далее представители вооружённых сил встретились во дворце с президентом Чавесом и потребовали от президента уйти в отставку. По свидетельству военных, Чавесу было предложено либо остаться в Венесуэле и отвечать перед судом за убийства демонстрантов, либо уехать в изгнание на Кубу. После переворота Чавеса доставили на военную базу на острове Орчила. 12 апреля 2002 года было провозглашено новое переходное «демократическое правительство национального единства» во главе с лидером ассоциации предпринимателей Венесуэлы Педро Кармона. Во дворце Мирафлорес Кармона принял присягу временного президента и одними из первых указов распустил, помимо прочих, Национальное собрание, Верховный суд, Избирательный комитет, а также приостановил Конституцию страны. Между тем, несмотря на молчание местных СМИ, новости о том, что Чавес не ушёл в отставку начали распространяться в Каракасе и других регионах страны и привели к массовым демонстрациям сторонников Чавеса. 13 апреля толпа сторонников Чавеса уже окружила президентский дворец. В самом дворце охрана, которая оставалась верной Чавесу, быстро захватила президентскую резиденцию и таким образом позволила членам правительства Чавеса восстановить контроль. 14 апреля Уго Чавес вернулся в столицу и восстановил свою власть как президент страны.
15 августа 2004 года в Венесуэле состоялся референдум о возможной досрочной отставке главы государства Уго Чавеса. 58 % венесуэльцев считают, что президент должен сохранить свой пост по крайней мере ещё на два года.
4 декабря 2006 года средства массовой информации объявили о победе Уго Чавеса на очередных президентских выборах. Единым кандидатом венесуэльской оппозиции был губернатор штата Сулия Мануэль Росалес, известный как один из самых ярых противников реформ Чавеса. Одним из его предвыборных заявлений стало обещание «заменить все русские истребители, которые недавно закупил Чавес, на гражданские самолёты».
В начале января 2007 года Уго Чавес объявил о предстоящей национализации крупнейших в Венесуэле телекоммуникационной и электроэнергетической компаний — Compania Nacional de Telefonos de Venezuela (CANTV) и Electricidad de Caracas, контролируемых американскими фирмами. Они были национализированы в 2007 году. Речь идёт также о намерении Венесуэлы получить контрольный пакет акций добывающих и нефтеперерабатывающих предприятий Exxon Mobil, Chevron, Total, ConocoPhillips, Statoil, BP.
18 января 2007 года парламент Венесуэлы (состоящий исключительно из сторонников Уго Чавеса из-за бойкота оппозицией выборов 2005 года) единогласно проголосовал за закон, предоставляющий Чавесу чрезвычайные законодательные полномочия на полтора года.
25 мая 2007 года Чавес отменил вступительные экзамены в вузы страны.
Президентство Чавеса было ограничено двумя последовательными сроками. Однако в 2007 году он, с одобрения парламента, провёл референдум, одной из повесток которого стал вопрос об отмене этой конституционной нормы. Бесконечно переизбираться Чавесу не позволили: 51% венесуэльцев высказались против изменения основного закона. Тем не менее уже через год президент решил спросить страну ещё раз. Оппозиция настаивала на невозможности проводить одинаковые референдумы каждый год, однако на руку Чавесу сыграло то, что в первом случае тем для голосования было больше, в частности, обсуждалось прекращение автономии Центробанка. В 2008 году уже 54 % проголосовавших одобрили идею «бесконечного президентства», а сам Чавес пообещал что уйдёт добровольно в 2021 году в возрасте 67 лет.
3 апреля 2008 году президент Венесуэлы объявил о национализации цементной промышленности страны и заявил, что правительство Венесуэлы не будет более терпеть то, как частные компании экспортируют цемент, необходимый для ликвидации дефицита жилья в стране. «Примите все законные меры, чтобы национализировать всю цементную промышленность страны в кратчайшие сроки», — сказал он в телевизионном обращении.
Январь - февраль 2010 года - Введение в Венесуэле режима экономии электроэнергии, ежедневные веерные отключения, девальвация национальной валюты - боливара и  продовольственный кризис. 
На следующих президентских выборах в 2012 году Чавес победил набрав 54,5 % голосов, его соперник Энрике Каприлес Радонски, губернатор штата Миранда, набрал 44,9 %. Однако из-за тяжёлой болезни Чавес не прошёл процедуру инаугурации, а вскоре умер.
Уго Чавес умер 5 марта 2013 года в 16:25 по венесуэльскому времени. О смерти Чавеса объявил вице-президент Венесуэлы Николас Мадуро по национальному телевидению. Непосредственной причиной смерти стал обширный инфаркт. Гражданская панихида прошла в Венесуэльской военной академии в Каракасе 8 марта 2013 года, в этот же день Николас Мадуро заявил, что тело Чавеса будет забальзамировано. Впоследствии власти Венесуэлы, после консультаций с российскими специалистами, отказались от этого. Команданте похоронен в Музее Революции в Каракасе. Гроб с телом Чавеса помещён в мраморный саркофаг и установлен на постаменте в форме цветка, окружённого водой.

## Правление президента Николаса Мадуро (с 2013)

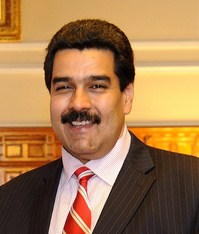
Николас Мадуро, 2013

C 5 марта 2013 года, после смерти Уго Чавеса, обязанности президента Венесуэлы исполнял Николас Мадуро, которого Чавес называл своим преемником. Внеочередные президентские выборы состоялись 14 апреля 2013 года. Соперником Мадуро на них выступил кандидат от оппозиции Энрике Каприлес Радонски, бывший соперником Чавеса на предыдущих выборах. По итогам выборов Мадуро был избран президентом Венесуэлы, одержав победу над Каприлесом с небольшим перевесом (50,61% против 49,12%).
15 апреля, на следующий день после выборов, в Венесуэле начались протестные акции оппозиции, в результате которых погибло по меньшей мере 7 человек. Однако вскоре лидер оппозиции Э. Каприлес заявил протестующим, что пока следует прекратить протесты в такой форме, и что он признаёт итоги выборов. 1 мая прошли новые демонстрации — на этот раз в них участвовали и сторонники Н. Мадуро, и оппозиционеры, жертв не было.
В конце 2013 года инфляция в Венесуэле достигла отметки в 54 %, на этом фоне Н. Мадуро решил пойти на радикальные шаги. По его приказу военные подразделения захватили несколько крупных супермаркетов бытовой техники, и менеджеры магазинов под дулами автоматов начали раздавать товар всем желающим всего за 10 % от цены. Такая «распродажа» вызвала невероятный ажиотаж среди венесуэльцев и местами спровоцировала мародёрство. Чтобы навести порядок, военные выстроили людей в многометровые очереди и отпускали товар только по пять разных наименований в руки. Однако президент Мадуро мародёрами назвал бизнесменов: «Именно вы грабите Венесуэлу, буржуазные паразиты», — заявил глава государства с экранов телевизоров.
В начале февраля 2014 года в Венесуэле (в основном в столице и крупных городах) началась новая серия демонстраций и акций протеста против политики Н. Мадуро. В них приняли участие не только «средний класс», всегда негативно настроенный против такой политики, но и бедные слои населения, до тех пор благосклонно относившиеся к популистской политике «чавизма». С самого начала протестов президент страны Мадуро запретил любые уличные манифестации и назвал протестующих «фашистскими бандами».
12 февраля стычки между противниками президента Мадуро, с одной стороны, и его сторонниками и полицией — с другой, привели к гибели трёх человек; в ходе протестов, продолжающихся уже шестой день, более 40 человек получили ранения.
17 февраля в Каракасе оппозиция, во главе со своим лидером Леопольдо Лопесом (на его арест уже был выдан ордер, но Лопес всё равно решил идти во главе колонны), провела на улицах марш в белых одеждах и вручила правительству Н. Мадуро манифест со своими требованиями (главные среди которых — отпустить арестованных и прекратить преследование оппозиции).
К концу февраля в протестах и беспорядках погибли более 50 человек. Ситуация настолько усложнилась, что даже оппозиционные главы ряда районов Каракаса вынуждены были обратиться к своим сторонникам с просьбой воздержаться от насилия.
В августе 2015 года разгорелся дипломатический конфликт между Венесуэлой и Колумбией вследствие мер по борьбе с военизированными группировками и контрабандистами, принятых Венесуэлой, которые включали массовые депортации колумбийцев, проживающих на венесуэльской территории, и закрытие границы.

### Политический кризис
На парламентских выборах 6 декабря 2015 года оппозиция, впервые за 16 лет, смогла объединиться против чавистов и получить большинство мест в Национальной ассамблее. Однако попытка оппозиции добиться от властей Венесуэлы проведения референдума об отставке президента Мадуро не увенчалась успехом. В конце марта 2017 года, после того, как Верховный суд Венесуэлы принял на себя полномочия законодательной власти,  в стране началась новая волна массовых беспорядков, сопровождавшихся человеческими жертвами.
После того, как суд лишил лидера оппозиции Энрике Каприлеса права занимать государственные должности сроком на 15 лет,  в стране началась новая серия кровопролитных массовых протестов. 18 апреля парламент Венесуэлы создал специальную комиссию по замене судей Верховного суда страны, которые по мнению депутатов, слишком зависимы от президента.
19 апреля 2017 года в различных городах Венесуэлы прошла серия массовых антиправительственных выступлений, названная «Мать всех маршей».

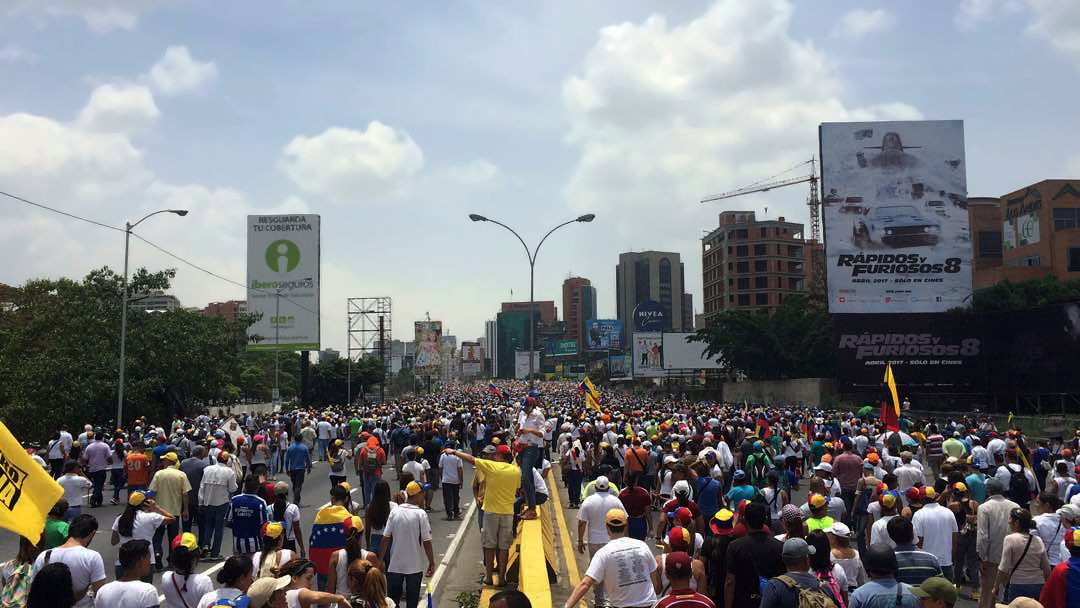
Демонстрация оппозиции 19 апреля 2017 г.

1 мая 2017 года, несмотря на протесты оппозиции, Мадуро своим декретом назначил выборы в Конституционное собрание; оппозиция отказалась в них участвовать.

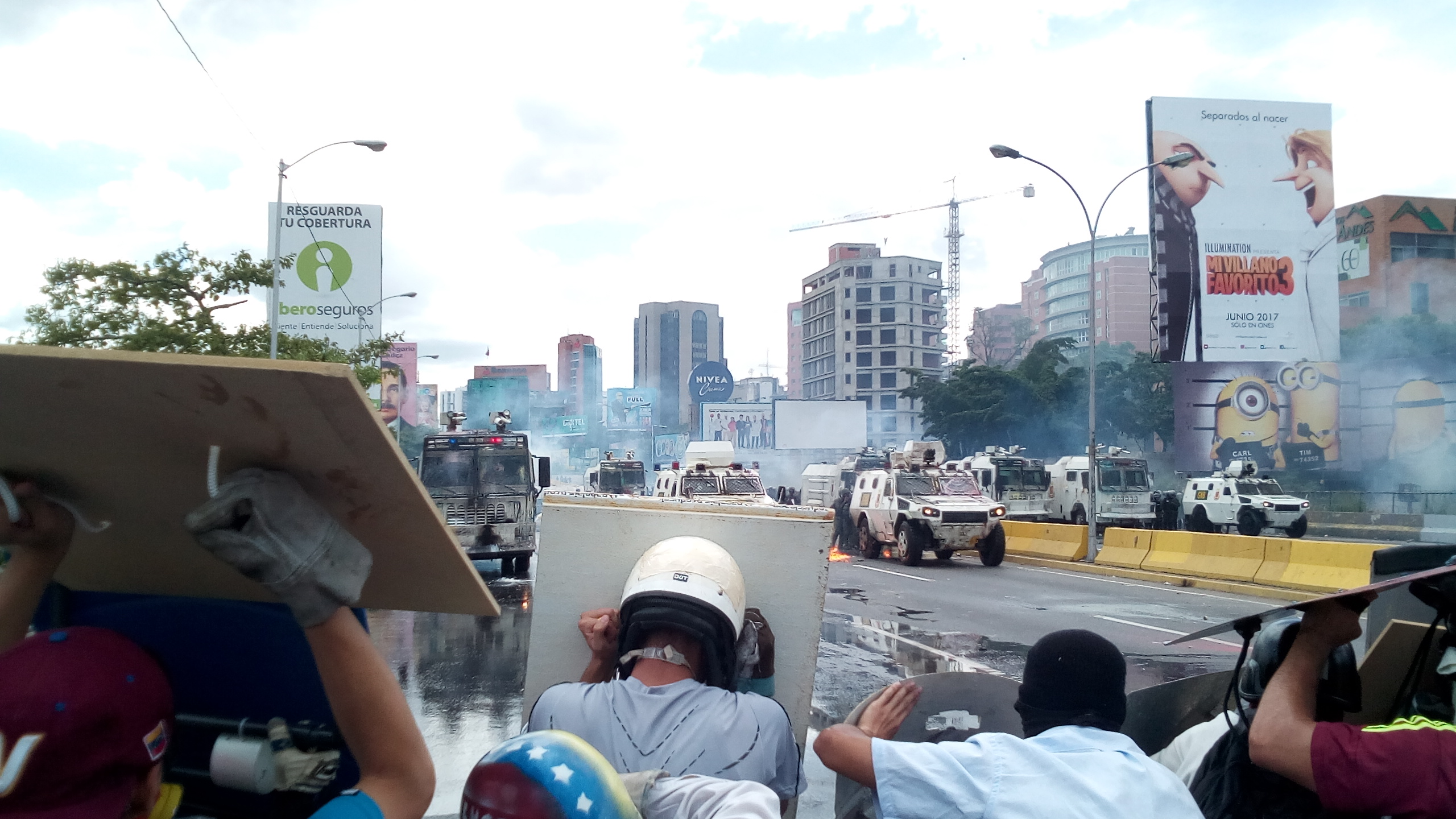
Столкновение протестующих с Национальной гвардией 19 июня 2017 года

28 июня 2017 года группа сотрудников спецслужб угнала полицейский вертолёт, с которого затем обстреляла и сбросила несколько гранат на здание Верховного суда Венесуэлы; в ходе этой акции никто не пострадал. На вертолёте был развёрнут плакат с призывом к неповиновению властям. Также против действия властей выступила Генеральный прокурор Венесуэлы Луиза Ортега Диас, обвинившая бывшего главу Национальной гвардии Антонио Бенавидеса Торреса в том, что тот отдавал приказы о силовом разгоне антиправительственных протестов, в ходе которых ряд протестующих было убито либо ранено. Прокурор также обвинила Торреса в нарушении прав человека, превышении должностных полномочий и пытках задержанных. Также, по словам Диас, военнослужащие Национальной гвардии неоднократно применяли огнестрельное оружие самовольно, без приказа вышестоящего начальства. Диас неоднократно обращалась в судебные инстанции, оспаривая указ Мадуро о созыве Учредительного собрания. Наконец, Диас выступила против назначения на пост Уполномоченного по правам человека в Венесуэле Тарека Уильяма Сааба, получившего право проводить расследования, до того являвшиеся исключительной прерогативой правоохранительных органов. В конце июня 2017 года Верховный суд Венесуэлы отстранил Диас от занимаемой должности, запретил ей выезд за рубеж и наложил арест на её банковские счета. В удовлетворении требований, касающихся созыва Учредительного собрания и Уполномоченного по правам человека, Диас было отказано.
30 июля 2017 года состоялись выборы в Конституционную ассамблею Венесуэлы; при этом ряд членов Конституционного собрания избирался не путём прямых выборов, а от общественных организаций, подконтрольных президенту Мадуро. По официальным данным, в голосовании приняли участие 41,5% избирателей; при этом по заявлениям оппозиции 88% избирателей не пришли на участки для голосования. Выборы были омрачены жестокими столкновениями, во время которых погибли не менее десяти человек.
6 августа группа военных, по сообщению El Nacional со ссылкой на видеообращение военных, появившееся в соцсетях, подняла мятеж против президента Мадуро. При этом сами военные, называя свои действия восстанием, подчёркивали, что это не государственный переворот, а «наведение конституционного порядка». По словам представителя властей Диосдадо Кабельо, на одну из военных баз Венесуэля была совершена террористическая атака, однако вскоре властям удалось вернуть контроль над базой.
Планы Мадуро по созыву Конституционного собрания вызвали осуждение со стороны большинства стран мира: в частности, Бразилия, Аргентина, Чили, Колумбия, Коста-Рика, Мексика, Панама, Парагвай и Перу предупредили венесуэльского лидера, что Венесуэла станет страной-изгоем, если он не откажется от своих планов. Страны регионального блока Меркосур приостановили членство в нём Венесуэлы до тех пор, пока Конституционное собрание не будет распущено и все политические заключённые не выйдут на свободу. С осуждением выборов в Ассамблею выступили также Канада, Швейцария и все страны Евросоюза.
США заморозили личные активы Мадуро и запретили ему въезд в страну. 11 августа 2017 года президент США Дональд Трамп заявил, что не исключает военной реакции со стороны США для урегулирования политического кризиса в Венесуэле.
20 мая 2018 года прошли очередные президентские выборы и Николас Мадуро был на них переизбран на новый срок, получив 67,79 % голосов. Явка составила 45,99 % по официальным данным и всего 17,32-25,8 % по данным независимых наблюдателей
В течение нескольких месяцев, предшествовавших инаугурации Мадуро, назначенной на 10 января 2019 года, противники Мадуро призвали его сложить полномочия, причём это давление усилилось после того, как Национальное собрание Венесуэлы было приведено к присяге 5 января 2019 года
Хуан Гуайдо, недавно назначенный председателем Национального собрания Венесуэлы, предложил сформировать переходное правительство, как только вступил в должность 5 января 2019 года. По его мнению, независимо от того, начал ли Мадуро свой новый срок 10 января или нет, в стране нет единого законно избранного президента. От имени Национального собрания Гуайдо стал одним из первых, кто осудил Мадуро, продолжившего исполнять свои обязанности, заявив, что страна фактически впала в диктатуру и не имеет лидера и что нация находится в состоянии чрезвычайного положения. Именно в этом заявлении он призвал «солдат, которые носят свою форму с честью, шагнуть вперёд и обеспечить соблюдение Конституции [и просить] граждан обрести уверенность, силу и сопровождать нас на этом пути».
Затем он объявил, что проведёт открытое кабильдо (собрание местных жителей для решения важных вопросов) 11 января. Оно приняло форму митинга на улицах Каракаса, и здесь Национальное собрание объявило, что Гуайдо принимает на себя роль исполняющего обязанности президента в соответствии с Конституцией Венесуэлы, а также объявляет о планах по смещению президента Мадуро.
19 апреля 2019 года Хуан Гуайдо заявил о старте заключительной фазы операции «Свобода» по отстранению от власти президента страны Николаса Мадуро 1 мая и призвал граждан Венесуэлы принять участие в акции протеста, назначенной на эту дату.
30 апреля 2019 года в районе транспортной развязки Альтамира неподалёку от базы ВВС «Ла Карлота» группа военных перекрыла дорогу. Глава министерства связи и информации Хорхе Родригес заявил, что в стране совершена попытка государственного переворота и власти приступили к «обезвреживанию военнослужащих-предателей», отметив при этом, что речь идёт о небольшой группе путчистов. Николас Мадуро призвал граждан страны к «максимальной мобилизации» и заявил, что всё военное руководство на местах верно ему Министр обороны Венесуэлы Владимир Падрино заявил, что власти частично подавили акты насилия и высшее руководство страны остаётся верным действующему президенту. По его словам, почти 80 % военных, которых «обманным путём привели» на развязку Альтамира, рядом с военной базой Ла-Карлота, «сами вернулись к своим настоящим командирам».
К лету 2019 года экономическая ситуация в Венесуэле несколько улучшилась, на полках магазинов снова стали появляться товары. Это связывают с тем, что правительство перестало требовать соблюдения правил, запрещающих сделки с оплатой в иностранной валюте, и контролировать цены на многие товары. В результате произошла быстрая долларизация экономики. 
К осени 2019 года волна массовых протестов против Николаса Мадуро постепенно прекратилась.